# Ruck

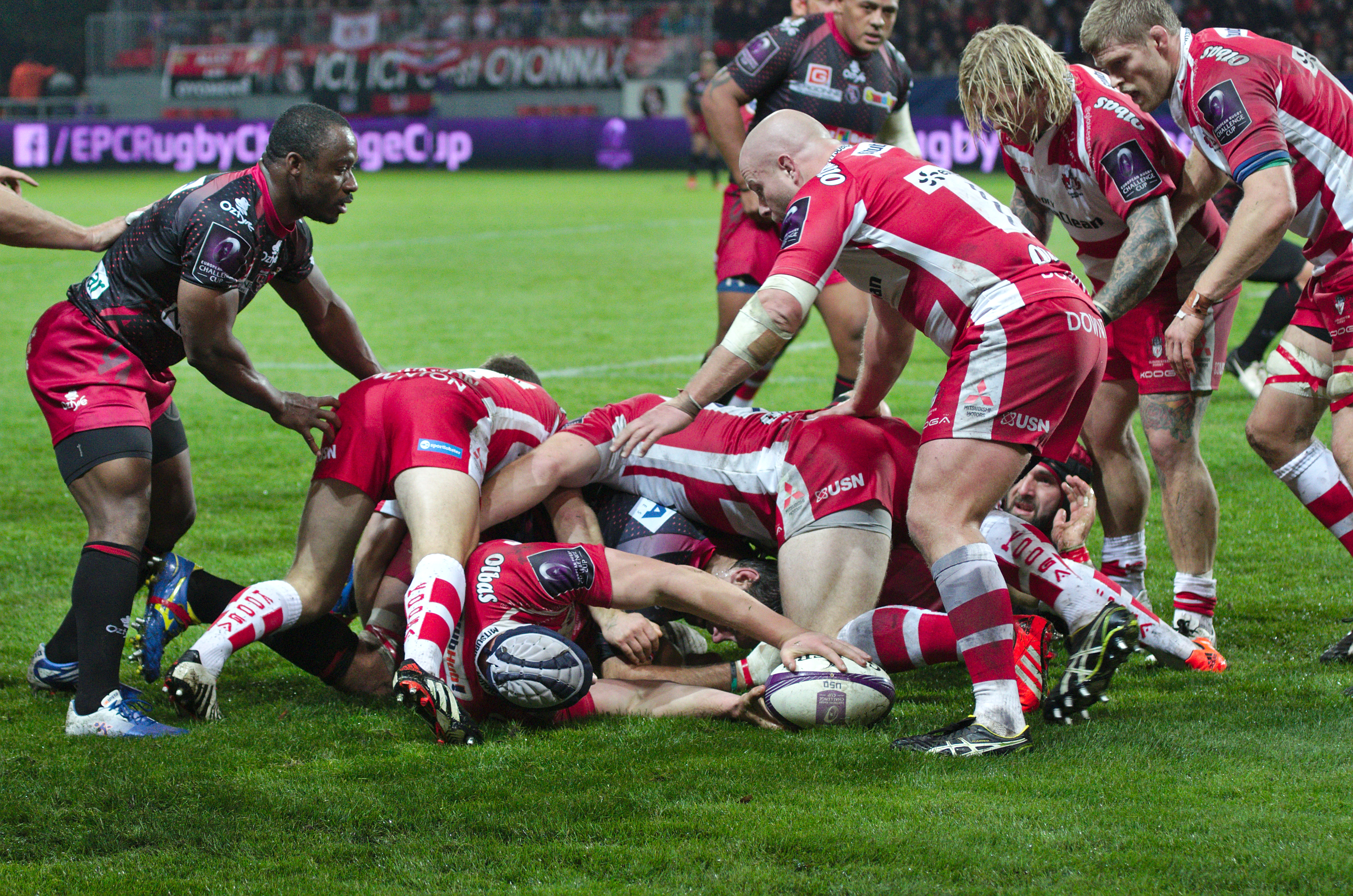
Formazione di una ruck

Una ruck è una situazione di gioco del rugby a 15 che si costituisce quando uno o più giocatori avversari si trovano a contatto l'uno contro l'altro per contendersi il pallone a terra, con i compagni di squadra legati almeno tramite un braccio. Formandosi in condizioni di gioco con palla in movimento, viene spesso definita anche mischia aperta o spontanea.

## Descrizione
Si forma di solito durante una fase di tackle-ball: quando il pallone viene rilasciato dopo che un giocatore è stato placcato, due o più giocatori possono provenire dalla propria metà campo legandosi tra loro e spingendo per aggiudicarsi il possesso del pallone.
I giocatori che partecipano a una ruck possono toccare il pallone solamente coi piedi, in modo da farlo giungere a un compagno che si trova dietro di loro (normalmente il mediano di mischia). Possono unirsi alla ruck tutti i compagni di squadra che provengono dalla loro linea di meta, coloro i quali vi partecipano provenendo lateralmente sono in fuorigioco. Analogamente alla maul o alla mischia chiusa, una ruck non può formarsi in area di meta e nessun giocatore può farla crollare volontariamente "sigillandola" andando a terra. La ruck termina regolarmente quando il pallone ne esce; nel caso in cui questo diventi ingiocabile e non siano stati commessi dei falli, sarà ordinata una mischia la cui introduzione spetterà alla squadra che stava avanzando prima della formazione della ruck stessa.
Da sottolineare che a causa della velocità del gioco spesso i giocatori non si rendono conto della formazione di una ruck dopo una situazione di tackle-ball: toccano quindi il pallone con le mani commettendo una penalità. Per cercare di evitare ciò l'arbitro segnala ufficialmente la formazione di una ruck.